# Гроховиська-Ксенже
Гроховиська-Ксенже (пол. Grochowiska Księże) — село в Польщі, у гміні Рогово Жнінського повіту Куявсько-Поморського воєводства.
Населення — 289 осіб (2011).
У 1975-1998 роках село належало до Бидгощського воєводства.

## Демографія
Демографічна структура станом на 31 березня 2011 року:
|          | Загалом | Допрацездатний вік | Працездатний вік | Постпрацездатний вік |
| -------- | ------- | ------------------ | ---------------- | -------------------- |
| Чоловіки | 140     | 28                 | 102              | 10                   |
| Жінки    | 149     | 30                 | 90               | 29                   |
| Разом    | 289     | 58                 | 192              | 39                   |